# Сарылахское
Месторождение Сарылах (вариант названия Сарылахское) — месторождение сурьмы в Оймяконском районе Якутии.

## История
Месторождение открыл К. М. Дельяниди в 1966 году.
В 1967—1972 годах шла геологоразведка месторождения.
В 1972 году началась разработка месторождения, Сарылахский ГОК был построен в 1975 году. На данный момент разработку ведет ЗАО «Сарылах-Сурьма».

## Геология
На территории месторождения были найдены следующие минералы: сурьма, серебро, антимонит, алюминий, сливной бертьерит, цинкистая медь, золото и кермезит. Кроме того, при разработке месторождения был найден новый вид минерала: индигирит.